# Livold
Livold – wieś w Słowenii, w gminie Kočevje. W 2018 roku liczyła 441 mieszkańców.